# Бетиньш, Янис Карлович
Янис Карлович Бетиньш (латыш. Jānis Bētiņš, нем. Johann Behting, 9 мая 1856, хутор Берзмуйжа, ныне Добельский район Латвии — 1946) — латышский шахматист и шахматный композитор, составитель задач и этюдов, внёс важный вклад в развитие этюдного искусства (один из тех, кто подготовил основу для развития современного художественного этюда). В старых источниках может упоминаться в немецком написании, как И. Бетинг.
Окончил гимназию в Риге. Затем изучал инженерное дело в Рижском политехническом училище (до 1886), но диплом не получил.
Свои первые шахматные композиции опубликовал в 1882 году. В 1930 году издал в Риге (совместно с братом Карлисом) сборник «Шахматные задачи и этюды» (на латышском языке).

## Избранные этюды
|   | a | b | c | d | e | f | g | h |   |
| - | --- | --- | --- | --- | --- | --- | --- | --- | - |
| 8 | d8 чёрный король · b7 белый король · b6 белая пешка · f5 чёрная пешка · a4 белый слон · c4 чёрная пешка · d2 чёрный слон | d8 чёрный король · b7 белый король · b6 белая пешка · f5 чёрная пешка · a4 белый слон · c4 чёрная пешка · d2 чёрный слон | d8 чёрный король · b7 белый король · b6 белая пешка · f5 чёрная пешка · a4 белый слон · c4 чёрная пешка · d2 чёрный слон | d8 чёрный король · b7 белый король · b6 белая пешка · f5 чёрная пешка · a4 белый слон · c4 чёрная пешка · d2 чёрный слон | d8 чёрный король · b7 белый король · b6 белая пешка · f5 чёрная пешка · a4 белый слон · c4 чёрная пешка · d2 чёрный слон | d8 чёрный король · b7 белый король · b6 белая пешка · f5 чёрная пешка · a4 белый слон · c4 чёрная пешка · d2 чёрный слон | d8 чёрный король · b7 белый король · b6 белая пешка · f5 чёрная пешка · a4 белый слон · c4 чёрная пешка · d2 чёрный слон | d8 чёрный король · b7 белый король · b6 белая пешка · f5 чёрная пешка · a4 белый слон · c4 чёрная пешка · d2 чёрный слон | 8 |
| 7 | d8 чёрный король · b7 белый король · b6 белая пешка · f5 чёрная пешка · a4 белый слон · c4 чёрная пешка · d2 чёрный слон | d8 чёрный король · b7 белый король · b6 белая пешка · f5 чёрная пешка · a4 белый слон · c4 чёрная пешка · d2 чёрный слон | d8 чёрный король · b7 белый король · b6 белая пешка · f5 чёрная пешка · a4 белый слон · c4 чёрная пешка · d2 чёрный слон | d8 чёрный король · b7 белый король · b6 белая пешка · f5 чёрная пешка · a4 белый слон · c4 чёрная пешка · d2 чёрный слон | d8 чёрный король · b7 белый король · b6 белая пешка · f5 чёрная пешка · a4 белый слон · c4 чёрная пешка · d2 чёрный слон | d8 чёрный король · b7 белый король · b6 белая пешка · f5 чёрная пешка · a4 белый слон · c4 чёрная пешка · d2 чёрный слон | d8 чёрный король · b7 белый король · b6 белая пешка · f5 чёрная пешка · a4 белый слон · c4 чёрная пешка · d2 чёрный слон | d8 чёрный король · b7 белый король · b6 белая пешка · f5 чёрная пешка · a4 белый слон · c4 чёрная пешка · d2 чёрный слон | 7 |
| 6 | d8 чёрный король · b7 белый король · b6 белая пешка · f5 чёрная пешка · a4 белый слон · c4 чёрная пешка · d2 чёрный слон | d8 чёрный король · b7 белый король · b6 белая пешка · f5 чёрная пешка · a4 белый слон · c4 чёрная пешка · d2 чёрный слон | d8 чёрный король · b7 белый король · b6 белая пешка · f5 чёрная пешка · a4 белый слон · c4 чёрная пешка · d2 чёрный слон | d8 чёрный король · b7 белый король · b6 белая пешка · f5 чёрная пешка · a4 белый слон · c4 чёрная пешка · d2 чёрный слон | d8 чёрный король · b7 белый король · b6 белая пешка · f5 чёрная пешка · a4 белый слон · c4 чёрная пешка · d2 чёрный слон | d8 чёрный король · b7 белый король · b6 белая пешка · f5 чёрная пешка · a4 белый слон · c4 чёрная пешка · d2 чёрный слон | d8 чёрный король · b7 белый король · b6 белая пешка · f5 чёрная пешка · a4 белый слон · c4 чёрная пешка · d2 чёрный слон | d8 чёрный король · b7 белый король · b6 белая пешка · f5 чёрная пешка · a4 белый слон · c4 чёрная пешка · d2 чёрный слон | 6 |
| 5 | d8 чёрный король · b7 белый король · b6 белая пешка · f5 чёрная пешка · a4 белый слон · c4 чёрная пешка · d2 чёрный слон | d8 чёрный король · b7 белый король · b6 белая пешка · f5 чёрная пешка · a4 белый слон · c4 чёрная пешка · d2 чёрный слон | d8 чёрный король · b7 белый король · b6 белая пешка · f5 чёрная пешка · a4 белый слон · c4 чёрная пешка · d2 чёрный слон | d8 чёрный король · b7 белый король · b6 белая пешка · f5 чёрная пешка · a4 белый слон · c4 чёрная пешка · d2 чёрный слон | d8 чёрный король · b7 белый король · b6 белая пешка · f5 чёрная пешка · a4 белый слон · c4 чёрная пешка · d2 чёрный слон | d8 чёрный король · b7 белый король · b6 белая пешка · f5 чёрная пешка · a4 белый слон · c4 чёрная пешка · d2 чёрный слон | d8 чёрный король · b7 белый король · b6 белая пешка · f5 чёрная пешка · a4 белый слон · c4 чёрная пешка · d2 чёрный слон | d8 чёрный король · b7 белый король · b6 белая пешка · f5 чёрная пешка · a4 белый слон · c4 чёрная пешка · d2 чёрный слон | 5 |
| 4 | d8 чёрный король · b7 белый король · b6 белая пешка · f5 чёрная пешка · a4 белый слон · c4 чёрная пешка · d2 чёрный слон | d8 чёрный король · b7 белый король · b6 белая пешка · f5 чёрная пешка · a4 белый слон · c4 чёрная пешка · d2 чёрный слон | d8 чёрный король · b7 белый король · b6 белая пешка · f5 чёрная пешка · a4 белый слон · c4 чёрная пешка · d2 чёрный слон | d8 чёрный король · b7 белый король · b6 белая пешка · f5 чёрная пешка · a4 белый слон · c4 чёрная пешка · d2 чёрный слон | d8 чёрный король · b7 белый король · b6 белая пешка · f5 чёрная пешка · a4 белый слон · c4 чёрная пешка · d2 чёрный слон | d8 чёрный король · b7 белый король · b6 белая пешка · f5 чёрная пешка · a4 белый слон · c4 чёрная пешка · d2 чёрный слон | d8 чёрный король · b7 белый король · b6 белая пешка · f5 чёрная пешка · a4 белый слон · c4 чёрная пешка · d2 чёрный слон | d8 чёрный король · b7 белый король · b6 белая пешка · f5 чёрная пешка · a4 белый слон · c4 чёрная пешка · d2 чёрный слон | 4 |
| 3 | d8 чёрный король · b7 белый король · b6 белая пешка · f5 чёрная пешка · a4 белый слон · c4 чёрная пешка · d2 чёрный слон | d8 чёрный король · b7 белый король · b6 белая пешка · f5 чёрная пешка · a4 белый слон · c4 чёрная пешка · d2 чёрный слон | d8 чёрный король · b7 белый король · b6 белая пешка · f5 чёрная пешка · a4 белый слон · c4 чёрная пешка · d2 чёрный слон | d8 чёрный король · b7 белый король · b6 белая пешка · f5 чёрная пешка · a4 белый слон · c4 чёрная пешка · d2 чёрный слон | d8 чёрный король · b7 белый король · b6 белая пешка · f5 чёрная пешка · a4 белый слон · c4 чёрная пешка · d2 чёрный слон | d8 чёрный король · b7 белый король · b6 белая пешка · f5 чёрная пешка · a4 белый слон · c4 чёрная пешка · d2 чёрный слон | d8 чёрный король · b7 белый король · b6 белая пешка · f5 чёрная пешка · a4 белый слон · c4 чёрная пешка · d2 чёрный слон | d8 чёрный король · b7 белый король · b6 белая пешка · f5 чёрная пешка · a4 белый слон · c4 чёрная пешка · d2 чёрный слон | 3 |
| 2 | d8 чёрный король · b7 белый король · b6 белая пешка · f5 чёрная пешка · a4 белый слон · c4 чёрная пешка · d2 чёрный слон | d8 чёрный король · b7 белый король · b6 белая пешка · f5 чёрная пешка · a4 белый слон · c4 чёрная пешка · d2 чёрный слон | d8 чёрный король · b7 белый король · b6 белая пешка · f5 чёрная пешка · a4 белый слон · c4 чёрная пешка · d2 чёрный слон | d8 чёрный король · b7 белый король · b6 белая пешка · f5 чёрная пешка · a4 белый слон · c4 чёрная пешка · d2 чёрный слон | d8 чёрный король · b7 белый король · b6 белая пешка · f5 чёрная пешка · a4 белый слон · c4 чёрная пешка · d2 чёрный слон | d8 чёрный король · b7 белый король · b6 белая пешка · f5 чёрная пешка · a4 белый слон · c4 чёрная пешка · d2 чёрный слон | d8 чёрный король · b7 белый король · b6 белая пешка · f5 чёрная пешка · a4 белый слон · c4 чёрная пешка · d2 чёрный слон | d8 чёрный король · b7 белый король · b6 белая пешка · f5 чёрная пешка · a4 белый слон · c4 чёрная пешка · d2 чёрный слон | 2 |
| 1 | d8 чёрный король · b7 белый король · b6 белая пешка · f5 чёрная пешка · a4 белый слон · c4 чёрная пешка · d2 чёрный слон | d8 чёрный король · b7 белый король · b6 белая пешка · f5 чёрная пешка · a4 белый слон · c4 чёрная пешка · d2 чёрный слон | d8 чёрный король · b7 белый король · b6 белая пешка · f5 чёрная пешка · a4 белый слон · c4 чёрная пешка · d2 чёрный слон | d8 чёрный король · b7 белый король · b6 белая пешка · f5 чёрная пешка · a4 белый слон · c4 чёрная пешка · d2 чёрный слон | d8 чёрный король · b7 белый король · b6 белая пешка · f5 чёрная пешка · a4 белый слон · c4 чёрная пешка · d2 чёрный слон | d8 чёрный король · b7 белый король · b6 белая пешка · f5 чёрная пешка · a4 белый слон · c4 чёрная пешка · d2 чёрный слон | d8 чёрный король · b7 белый король · b6 белая пешка · f5 чёрная пешка · a4 белый слон · c4 чёрная пешка · d2 чёрный слон | d8 чёрный король · b7 белый король · b6 белая пешка · f5 чёрная пешка · a4 белый слон · c4 чёрная пешка · d2 чёрный слон | 1 |
|   | a | b | c | d | e | f | g | h |   |

Решение:
1. Крb7-a6!! Единственный путь к ничьей: 1. Крc6? Крc8; или 1. Крa7? Сe3; или 1. Крa8? Сa5 2. b7 Сc7 с проигрышем.

1... Крd8-c8 (1...Сf4 2. Сc2)

2. Крa6-a7 Сd2-e3

3. Крa7-a8! Сe3:b6

4. Сa4-b3! c4-c3

5. Сb3-e6+ Крc8-d8

6. Сe6:f5 Ничья.

Автор посвятил этюд Вильгельму Стейницу.
|   | a | b | c | d | e | f | g | h |   |
| - | --- | --- | --- | --- | --- | --- | --- | --- | - |
| 8 | e8 белый король · a6 чёрная пешка · d6 белый слон · g6 белая пешка · e4 чёрный король · f4 белая пешка · a2 чёрная ладья | e8 белый король · a6 чёрная пешка · d6 белый слон · g6 белая пешка · e4 чёрный король · f4 белая пешка · a2 чёрная ладья | e8 белый король · a6 чёрная пешка · d6 белый слон · g6 белая пешка · e4 чёрный король · f4 белая пешка · a2 чёрная ладья | e8 белый король · a6 чёрная пешка · d6 белый слон · g6 белая пешка · e4 чёрный король · f4 белая пешка · a2 чёрная ладья | e8 белый король · a6 чёрная пешка · d6 белый слон · g6 белая пешка · e4 чёрный король · f4 белая пешка · a2 чёрная ладья | e8 белый король · a6 чёрная пешка · d6 белый слон · g6 белая пешка · e4 чёрный король · f4 белая пешка · a2 чёрная ладья | e8 белый король · a6 чёрная пешка · d6 белый слон · g6 белая пешка · e4 чёрный король · f4 белая пешка · a2 чёрная ладья | e8 белый король · a6 чёрная пешка · d6 белый слон · g6 белая пешка · e4 чёрный король · f4 белая пешка · a2 чёрная ладья | 8 |
| 7 | e8 белый король · a6 чёрная пешка · d6 белый слон · g6 белая пешка · e4 чёрный король · f4 белая пешка · a2 чёрная ладья | e8 белый король · a6 чёрная пешка · d6 белый слон · g6 белая пешка · e4 чёрный король · f4 белая пешка · a2 чёрная ладья | e8 белый король · a6 чёрная пешка · d6 белый слон · g6 белая пешка · e4 чёрный король · f4 белая пешка · a2 чёрная ладья | e8 белый король · a6 чёрная пешка · d6 белый слон · g6 белая пешка · e4 чёрный король · f4 белая пешка · a2 чёрная ладья | e8 белый король · a6 чёрная пешка · d6 белый слон · g6 белая пешка · e4 чёрный король · f4 белая пешка · a2 чёрная ладья | e8 белый король · a6 чёрная пешка · d6 белый слон · g6 белая пешка · e4 чёрный король · f4 белая пешка · a2 чёрная ладья | e8 белый король · a6 чёрная пешка · d6 белый слон · g6 белая пешка · e4 чёрный король · f4 белая пешка · a2 чёрная ладья | e8 белый король · a6 чёрная пешка · d6 белый слон · g6 белая пешка · e4 чёрный король · f4 белая пешка · a2 чёрная ладья | 7 |
| 6 | e8 белый король · a6 чёрная пешка · d6 белый слон · g6 белая пешка · e4 чёрный король · f4 белая пешка · a2 чёрная ладья | e8 белый король · a6 чёрная пешка · d6 белый слон · g6 белая пешка · e4 чёрный король · f4 белая пешка · a2 чёрная ладья | e8 белый король · a6 чёрная пешка · d6 белый слон · g6 белая пешка · e4 чёрный король · f4 белая пешка · a2 чёрная ладья | e8 белый король · a6 чёрная пешка · d6 белый слон · g6 белая пешка · e4 чёрный король · f4 белая пешка · a2 чёрная ладья | e8 белый король · a6 чёрная пешка · d6 белый слон · g6 белая пешка · e4 чёрный король · f4 белая пешка · a2 чёрная ладья | e8 белый король · a6 чёрная пешка · d6 белый слон · g6 белая пешка · e4 чёрный король · f4 белая пешка · a2 чёрная ладья | e8 белый король · a6 чёрная пешка · d6 белый слон · g6 белая пешка · e4 чёрный король · f4 белая пешка · a2 чёрная ладья | e8 белый король · a6 чёрная пешка · d6 белый слон · g6 белая пешка · e4 чёрный король · f4 белая пешка · a2 чёрная ладья | 6 |
| 5 | e8 белый король · a6 чёрная пешка · d6 белый слон · g6 белая пешка · e4 чёрный король · f4 белая пешка · a2 чёрная ладья | e8 белый король · a6 чёрная пешка · d6 белый слон · g6 белая пешка · e4 чёрный король · f4 белая пешка · a2 чёрная ладья | e8 белый король · a6 чёрная пешка · d6 белый слон · g6 белая пешка · e4 чёрный король · f4 белая пешка · a2 чёрная ладья | e8 белый король · a6 чёрная пешка · d6 белый слон · g6 белая пешка · e4 чёрный король · f4 белая пешка · a2 чёрная ладья | e8 белый король · a6 чёрная пешка · d6 белый слон · g6 белая пешка · e4 чёрный король · f4 белая пешка · a2 чёрная ладья | e8 белый король · a6 чёрная пешка · d6 белый слон · g6 белая пешка · e4 чёрный король · f4 белая пешка · a2 чёрная ладья | e8 белый король · a6 чёрная пешка · d6 белый слон · g6 белая пешка · e4 чёрный король · f4 белая пешка · a2 чёрная ладья | e8 белый король · a6 чёрная пешка · d6 белый слон · g6 белая пешка · e4 чёрный король · f4 белая пешка · a2 чёрная ладья | 5 |
| 4 | e8 белый король · a6 чёрная пешка · d6 белый слон · g6 белая пешка · e4 чёрный король · f4 белая пешка · a2 чёрная ладья | e8 белый король · a6 чёрная пешка · d6 белый слон · g6 белая пешка · e4 чёрный король · f4 белая пешка · a2 чёрная ладья | e8 белый король · a6 чёрная пешка · d6 белый слон · g6 белая пешка · e4 чёрный король · f4 белая пешка · a2 чёрная ладья | e8 белый король · a6 чёрная пешка · d6 белый слон · g6 белая пешка · e4 чёрный король · f4 белая пешка · a2 чёрная ладья | e8 белый король · a6 чёрная пешка · d6 белый слон · g6 белая пешка · e4 чёрный король · f4 белая пешка · a2 чёрная ладья | e8 белый король · a6 чёрная пешка · d6 белый слон · g6 белая пешка · e4 чёрный король · f4 белая пешка · a2 чёрная ладья | e8 белый король · a6 чёрная пешка · d6 белый слон · g6 белая пешка · e4 чёрный король · f4 белая пешка · a2 чёрная ладья | e8 белый король · a6 чёрная пешка · d6 белый слон · g6 белая пешка · e4 чёрный король · f4 белая пешка · a2 чёрная ладья | 4 |
| 3 | e8 белый король · a6 чёрная пешка · d6 белый слон · g6 белая пешка · e4 чёрный король · f4 белая пешка · a2 чёрная ладья | e8 белый король · a6 чёрная пешка · d6 белый слон · g6 белая пешка · e4 чёрный король · f4 белая пешка · a2 чёрная ладья | e8 белый король · a6 чёрная пешка · d6 белый слон · g6 белая пешка · e4 чёрный король · f4 белая пешка · a2 чёрная ладья | e8 белый король · a6 чёрная пешка · d6 белый слон · g6 белая пешка · e4 чёрный король · f4 белая пешка · a2 чёрная ладья | e8 белый король · a6 чёрная пешка · d6 белый слон · g6 белая пешка · e4 чёрный король · f4 белая пешка · a2 чёрная ладья | e8 белый король · a6 чёрная пешка · d6 белый слон · g6 белая пешка · e4 чёрный король · f4 белая пешка · a2 чёрная ладья | e8 белый король · a6 чёрная пешка · d6 белый слон · g6 белая пешка · e4 чёрный король · f4 белая пешка · a2 чёрная ладья | e8 белый король · a6 чёрная пешка · d6 белый слон · g6 белая пешка · e4 чёрный король · f4 белая пешка · a2 чёрная ладья | 3 |
| 2 | e8 белый король · a6 чёрная пешка · d6 белый слон · g6 белая пешка · e4 чёрный король · f4 белая пешка · a2 чёрная ладья | e8 белый король · a6 чёрная пешка · d6 белый слон · g6 белая пешка · e4 чёрный король · f4 белая пешка · a2 чёрная ладья | e8 белый король · a6 чёрная пешка · d6 белый слон · g6 белая пешка · e4 чёрный король · f4 белая пешка · a2 чёрная ладья | e8 белый король · a6 чёрная пешка · d6 белый слон · g6 белая пешка · e4 чёрный король · f4 белая пешка · a2 чёрная ладья | e8 белый король · a6 чёрная пешка · d6 белый слон · g6 белая пешка · e4 чёрный король · f4 белая пешка · a2 чёрная ладья | e8 белый король · a6 чёрная пешка · d6 белый слон · g6 белая пешка · e4 чёрный король · f4 белая пешка · a2 чёрная ладья | e8 белый король · a6 чёрная пешка · d6 белый слон · g6 белая пешка · e4 чёрный король · f4 белая пешка · a2 чёрная ладья | e8 белый король · a6 чёрная пешка · d6 белый слон · g6 белая пешка · e4 чёрный король · f4 белая пешка · a2 чёрная ладья | 2 |
| 1 | e8 белый король · a6 чёрная пешка · d6 белый слон · g6 белая пешка · e4 чёрный король · f4 белая пешка · a2 чёрная ладья | e8 белый король · a6 чёрная пешка · d6 белый слон · g6 белая пешка · e4 чёрный король · f4 белая пешка · a2 чёрная ладья | e8 белый король · a6 чёрная пешка · d6 белый слон · g6 белая пешка · e4 чёрный король · f4 белая пешка · a2 чёрная ладья | e8 белый король · a6 чёрная пешка · d6 белый слон · g6 белая пешка · e4 чёрный король · f4 белая пешка · a2 чёрная ладья | e8 белый король · a6 чёрная пешка · d6 белый слон · g6 белая пешка · e4 чёрный король · f4 белая пешка · a2 чёрная ладья | e8 белый король · a6 чёрная пешка · d6 белый слон · g6 белая пешка · e4 чёрный король · f4 белая пешка · a2 чёрная ладья | e8 белый король · a6 чёрная пешка · d6 белый слон · g6 белая пешка · e4 чёрный король · f4 белая пешка · a2 чёрная ладья | e8 белый король · a6 чёрная пешка · d6 белый слон · g6 белая пешка · e4 чёрный король · f4 белая пешка · a2 чёрная ладья | 1 |
|   | a | b | c | d | e | f | g | h |   |

Решение:
С первого взгляда позиция кажется ничейной, так как после очевидных ходов 1. g7 Лg2 2. Крf7 Крf5 чёрные отдают ладью за одну пешку, а затем продвижением пешки a6 отвлекают слона от защиты другой.

1. Сd6-e7! Крe4:f4 (иначе 2. Сg5)

2. Сe7-g5+!! Крf4:g5

3. g6-g7 

И белые проводят ферзя (от шахов король скрывается на a7).